# Крекінг-установка в Дахедж (RIL)
Крекінг-установка в Дахедж (RIL) — підприємство нафтохімічної промисловості, розташоване на західному узбережжі Індії у штаті Гуджарат, за пів сотні кілометрів на північ від Сурата. Одне з п'яти піролізних виробництв компанії Reliance Group (поряд з установками в Джамнагарі, Вадодарі, Хазірі та Наготане — всі на північно-західному узбережжі Індії).
Спорудження в Дахеджі нафтохімічного комплексу розпочала в 1989 році компанія Indian Petrochemical Corporation Ltd (IPCL, в 2007-му була приєднана до Reliance Industries Limited (RIL) зі складу Reliance Group). Спершу в 1996-му запустили виробництво полівінілхлориду, а також одного з двох необхідних для цього компонентів — хлору. Комплекс включав власну теплову електростанцію та споруджений в усті річки Нармада причал для газовозів дедвейтом до 8 тисяч тонн. А вже за чотири роки на майданчику ввели в експлуатацію установку парового крекінгу, яка продукувала другий базовий компонент для виробництва ПВХ — етилен.
Піролізне виробництво створювалось з огляду на поставки супутнього газу з комплексу підготовки нафтового родовища Гандхар та мало споживати змішану газову сировину — 35—50 % етану та 50—65 % пропану (разом з піролізною спорудили також установку виділення С2/С3). Втім, на початку 21 століття власний видобуток газу в Індії перейшов спершу до стагнації, а з 2010-х і у стадію швидкого падіння. Певний час нестачу сировини міг компенсувати запущений в 2008 році у тому ж Дахеджі за пару кілометрів від майданчику RIL фракціонатор компанії ONGC, який виділяв етан та пропан. Втім, у 2016-му ONGC ввела в дію власну піролізну установку та перенаправила на неї продукцію фракціонатору, з огляду на що RIL вже розпочала реалізацію проєкту імпорту етану з США, де завдяки «сланцевій революції» з'явилось нове потужне джерело зріджених вуглеводневих газів. В межах проекту RIL замовила шість надвеликих етанових танкерів, що мали доправляти сировину на модернізований приймальний термінал у Дахеджі (можливо відзначити, що для живлення інших піролізних установок групи проклали етанопровід Дахежд — Наготане). Проєкт імпорту етану оголосили офіційно запущеним у квітні 2017 року.
Річна потужність підприємства RIL в Дахеджі становила 300 тисяч тонн етилену та 38 тисяч тонн пропілену на рік (можливо відзначити, що при переході на споживання більш легкої сировини — етану — вихід другого, більш важкого з названих олефінів, зменшується). В подальшому етилен спрямовується на лінію з випуску поліетилену (160 тисяч тонн на рік) та виробництво полівінілхлориду (станом на середину 2010-х має потужність у 345 тисяч тонн, при тому що на момент запуску підприємства цей показник становив лише 150 тисяч тонн). Також до складу комплексу входить виробництво оксиду етилену та етиленгліколю (100 тисяч тонн на рік).
Можливо також відзначити про наявність проєкту сполучення нафтохімічних майданчиків IPCL у Дахеджі та Вадодарі за допомогою етилено- та пропіленопроводів.